# Ricardo Menéndez March
Ricardo Menéndez March   (Tijuana, 1987) és un polític i activista neozelandès i des del 2020 diputat del Partit Verd en la Cambra de Representants de Nova Zelanda.

## Trajectòria
Menéndez va nàixer el 1987/88 a la ciutat de Tijuana. Té arrels al Istme de Tehuantepec i a Catalunya. Començà la seua carrera professional al Capitol Cinema d'Auckland, on treballà primer com a assistent i més tard com a projeccionista, però el procés de digitalització de les pel·lícules li va fer tornar a la seua primera ocupació. Va continuar treballant a la indústria de l'hoteleria i actuà després en serveis de suport a la immigració.
Va servir com a co-coordinador de l'ala jove dels Verds al 2016. L'any següent va assumir les tasques de coordinador de l'organització Auckland Action Against Poverty i començà a aparèixer sovint als mitjans de comunicació, crític amb les polítiques del govern Laborista.
Ricardo Menéndez March és homosexual.